# Jens Christian Hauge

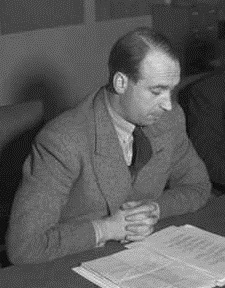
Jens Christian Hauge in 1947

Jens Christian Hauge (* 15. Mai 1915 in Nordstrand; † 30. Oktober 2006 in Oslo) war ein norwegischer Widerstandskämpfer, Politiker und Minister.

## Leben

### Vorkriegszeit
Hauge absolvierte nach dem Schulbesuch ein Studium der Rechtswissenschaften an der Königlichen Frederiks-Universität (ab 1939 Universität Oslo), das er 1937 mit dem Examen (cand.jur.) und der Anwaltszulassung im darauf folgenden Jahr abschloss. Hauge trat 1936 erstmals politisch in Erscheinung, als er Mitglied und öffentlicher Unterstützer der Frauenrechtsorganisation Norsk Kvinnesaksforening wurde. Bis 1945 gehörte er keiner politischen Partei an.

### Zweiter Weltkrieg
Nach der Besetzung Norwegens durch die deutsche Wehrmacht am 9. April 1940 befasste er sich in den Jahren 1940 bis 1941 mit Preis- und Rationalisierungspolitik, ehe er selbst als Dozent der Rechtswissenschaften an der Universität Oslo tätig war. 1941 begann er seine Tätigkeit in der Widerstandsbewegung und wurde noch im Herbst desselben Jahres gefangen genommen und für einige Monate inhaftiert. Nach seiner Freilassung 1942 stieg er schnell innerhalb der Widerstandsbewegung auf und wurde binnen eines Jahres Leiter der militärischen Geheimorganisation Milorg. Dabei war er bestrebt, gute Beziehungen zu der vom bisherigen Ministerpräsidenten (Statsminister) Johan Nygaardsvold geleiteten Exilregierung in London zu pflegen, weswegen dieser eine Reihe von Fahrten nach Stockholm und London unternahm. In den letzten Monaten des Zweiten Weltkrieges führte er auch mehrfach geheime Gespräche mit Offizieren der Wehrmacht, um dadurch die deutschen Planungen für Norwegen zu ermitteln. Diese Gespräche führten letztlich zu einem geordneten Übergang in den Frieden nach der Kapitulation der Deutschen im Mai 1945.

### Kalter Krieg
Nach dem Zweiten Weltkrieg nahm er zahlreiche politische Ämter ein und war ein führender Politiker der regierenden sozialdemokratischen Arbeiderpartiet. Am 5. November 1945 wurde er von Ministerpräsident Einar Gerhardsen als Nachfolger von Oscar Torp zum Verteidigungsminister in dessen erstes Kabinett berufen und war mit gerade 30 Jahren der jüngste Verteidigungsminister in der Geschichte Norwegens. Dieses Amt behielt er im November 1951 nach Gerhardsens Rücktritt auch im nachfolgenden Kabinett von Oscar Torp bis zum 6. Januar 1952. Als Verteidigungsminister war er die treibende Kraft, um Norwegens bisherige Neutralitätspolitik aufzugeben und 1949 der NATO beizutreten. Diese Politikänderung führte bereits unmittelbar nach Kriegsende dazu, dass sich Norwegen mit einem Truppenkontingent (Tysklandbrigade) an der britischen Besatzungstruppe in Deutschland beteiligte. In seine Amtszeit fielen auch die Gründung des Instituts für Verteidigungsforschung 1945 sowie des Instituts für Atomenergie im Jahr 1948.
Vom 22. Januar 1955 bis zum 1. November 1955 war er noch für eine kurze Zeit Justizminister im zweiten Kabinett von Gerhardsen. Danach nahm er seine Tätigkeit als Rechtsanwalt wieder auf und war als solcher auch am Obersten Gericht (Norges Høyesterett) zugelassen.
In den ersten zehn Jahren nach dem Zweiten Weltkrieg gehörte er damit zu den einflussreichsten Politikern Norwegens, wobei es neben Ehrungen auch kritische Äußerungen über sein Schweigen zu wichtigen Ereignissen der Stay-behind-Organisation Milorg gab, wie der Hinrichtung von Kollaborateuren oder auch den merkwürdigen Umständen des Todes des Milorg-Mitgliedes Kai Holst unmittelbar nach Kriegsende am 27. Juni 1945 in Stockholm.
Nach seiner politischen Laufbahn war er für verschiedene Wirtschaftsunternehmen tätig und sorgte 1960 durch seinen Einfluss auf das Außenministerium dafür, dass Norwegen Israel Schweres Wasser lieferte, in dem er erklärte, dass Israel dieses nicht für militärische Zwecke, sondern ausschließlich für das zivile Nuklearprogramm nutzen würde. 1972 war er auch an der Gründung der staatlichen Ölgesellschaft Statoil beteiligt. Daneben war er mehr als 20 Jahre Vorstandsmitglied der Fluggesellschaft SAS.
Seit 1969 ist er Namensgeber für den Haugebreen, einen Gletscher in der Antarktis.

## Medien
Hauges Widerstandstätigkeit während der deutschen Besetzung Norwegens war auch Teil des Norwegischen Filmdramas Max Manus aus dem Jahr 2008. Dargestellt wurde er hier von Kyrre Haugen Sydness.